# The Valley
The Valley a Brit tengerentúli területekhez tartozó Anguilla sziget fővárosa.

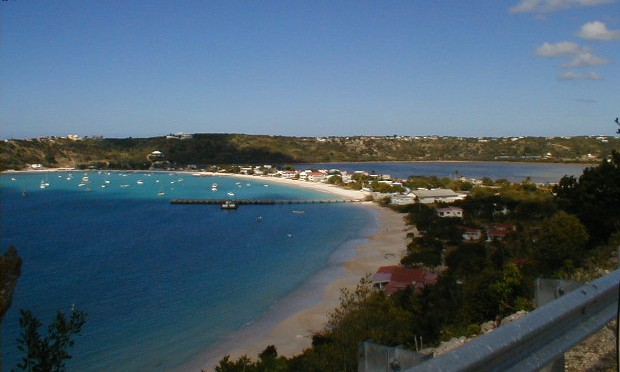
Tengerpart The Valley közelében

## Történelem
Anguilla 1650-ben lett brit kolónia. Az 1745-ös és 1796-os francia annektálási kísérleteket sikeresen visszaverték. 1816-ban a sziget beépült a "St. Christopher és Nevis" kolóniába és Anguilla adminisztrációját 1825-ben Saint Kittsre helyezték át. 1967-ben Anguilla egyoldalúan kilépett ebből a konstellációból, függetlenné nyilvánítva magát. 1969-ben visszaállt a brit uralom, de a szigetet nem csatolták újra St. Kittshez, hanem formálisan külön irányították. A sziget végül 1976. február 10-én kapott autonómiát, majd 1980 december 19-én önálló brit tengerentúli területté vált.

## Földrajz
A város egy völgyben található a Crocus Bay öbölben, a sziget északnyugati részén, és több mint 1 000 lakosa van a The Valley körzetben. A központhoz tartozik a keleti negyed és nyugati George Hill kerület is. Van néhány történelmi épülete, mint például az anglikán „St. Mary's Anglican Church”, a régi faházak „Miss Marjorie Hodge Homestead” és a régi törvényszék romjai „The Warden Place” a Crocus Hill dombon. A közigazgatási épületek, kórház, posta és bankok mellett van egy múzeum is, az „Anguilla Natural Trust Museum”, amely többek között bemutat régészeti leleteket arawak (indián) időszakból és különböző használati tárgyakat a sziget történelme folyamán.
A városon kívül fekszik az 1787-ben épült „Wallblake House”, amelyet még ma is a közeli „St. Gerard katolikus templom" plébániájaként használnak. A város kikötője népszerű úticél tengerjáró hajóknak, valamint kisebb-nagyobb  magán hajóknak. A város repülőtere a Clayton J. Lloyd International Airport  („Wallblake” vagy „Anguilla airport”) (IATA: AXA, ICAO: TQPF), a sziget középső részén található, mintegy 3 km-re délkeletre a város központjától. A repteret helyi járatok és nemzetközi járatok az Egyesült Államokból használják.

## Oktatás
Két állami iskolája van, a Valley Általános Iskola (elemi) és Albena Lake-Hodge Comprehensive School (gimnázium).
Itt van még az Omololu Nemzetközi Iskola, egy privát általános és alsó középiskola. Ez volt Anguilla első magániskolája ami 1994-ben nyitotta meg kapuit Teacher Gloria Omololu Institute néven. A jelenlegi nevét 2013. április 1-jén vette fel. A „Nemzetközi Érettségi Program” (IB) tananyagát használja az oktatásban. Az "Omululu" név "Isten gyermekét" jelenti a nyugat afrikai joruba nyelven.

## Fordítás
- Ez a szócikk részben vagy egészben  a   The Valley című svéd Wikipédia-szócikk fordításán alapul.  Az eredeti cikk szerkesztőit annak laptörténete sorolja fel. Ez a jelzés csupán a megfogalmazás eredetét és a szerzői jogokat jelzi, nem szolgál a cikkben szereplő információk forrásmegjelöléseként.
- Ez a szócikk részben vagy egészben  a   The Valley, Anguilla című angol Wikipédia-szócikk fordításán alapul.  Az eredeti cikk szerkesztőit annak laptörténete sorolja fel. Ez a jelzés csupán a megfogalmazás eredetét és a szerzői jogokat jelzi, nem szolgál a cikkben szereplő információk forrásmegjelöléseként.